# Camera Lorzilor a Parlamentului Regatului Unit

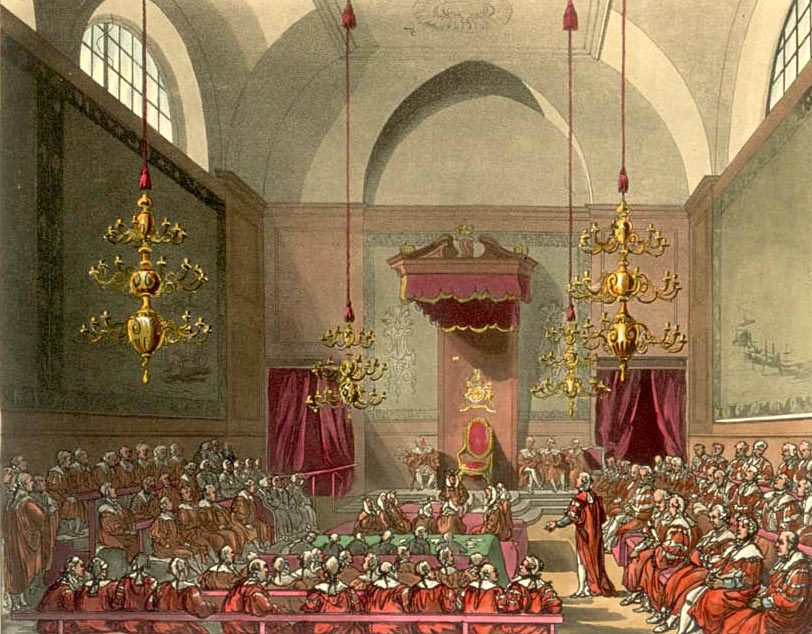
Camera lorzilor la începutul secolului al XIX-lea, publicată în Microcosm of London, 1808-1811. Această clădire a fost distrusă de incendiul din 1834.

Camera Lorzilor (The Right Honourable The Lords Spiritual and Temporal of the United Kingdom of Great Britain and Northern Ireland in Parliament Assembled sau pe scurt House of Lords) este camera superioară a Parlamentului Regatului Unit al Marii Britanii și Irlandei de Nord. Parlamentul cuprinde și Camera Comunelor (camera inferioară) precum și monarhul. Camera Lorzilor este un corp neales (numit) format din 2 arhiepiscopi, 24 episcopi ai Bisericii Anglicane (Lords Spiritual) și 692 de membri ai nobilimii britanice (Lords Temporal). Lorzii spirituali (Lords Spiritual) rămân în funcție atât timp cât își păstrează și funcțiile ecleziastice în timp ce membrii nobilimii (Lords Temporal) își păstrează locul în Cameră pe viață.

## Istoric
Camera Lorzilor a fost înființată în secolul al XIV-lea și de atunci a funcționat neîncetat cu excepția perioadei 1649-1660 când a fost desființată din cauza Războiului Civil Englez. În mod tradițional Camera Lorzilor deținea o putere mai mare decât camera inferioară dar începând din secolul al XIX-lea puterile acesteia au fost reduse substanțial. Conform legilor britanice actuale, Camera Lorzilor are dreptul de împiedica timp de un an orice lege cu excepția celor legate de taxe sau buget. După ce această perioadă de "veto temporar" expiră, legea în cauză poate trece de Parlament chiar dacă are doar aprobarea Camerei Comunelor. 
Camera Lorzilor este instanța judiciară supremă din Marea Britanie.
Prime Dezbatere televizată  în Camera Lorzilor a avut loc în anul 1985.
Până în 1999 Camera Lorzilor era formata in majoritat de nobili care mosteneau un loc acolo, dar Prim-ministrul Tony Blair a facut urmatoarea reforma: În camera Lorzilor vor exista 26 de Episcopi Angliacani, 92 de nobili aleși din toata nobilimea pentru experienta lor dupa un vot in Camera Lorzilor si restul vor fi numiti pentru experienta lor. Acești pot face parte dintr-un partid politic sau nu. 
Acum, există în camera Lorzilor mebri cu o experienta vastă precum foști Prim-miniștri ca  David Cameron, Lord Cameron de Chipping Norton, Harold Macmiliann Contele de Stockton sau Theresa May, Baroneasa May, oameni în vârsta respectabili, un exemplu bun fiind un Ministru din Guvernele lui Margret Thatcher (care a fost si ea membră a Camerei Lorzilor pâna la moartea ei în 2013) si Viceprim-ministru în Guvernul luiJohn Major, Lordul Michael Heseltine. De asemena mai multe femei de culoare neagră, printre care si Floella Benjamin, Baroneasa Benjamin au fost numite membre ale Camerei.

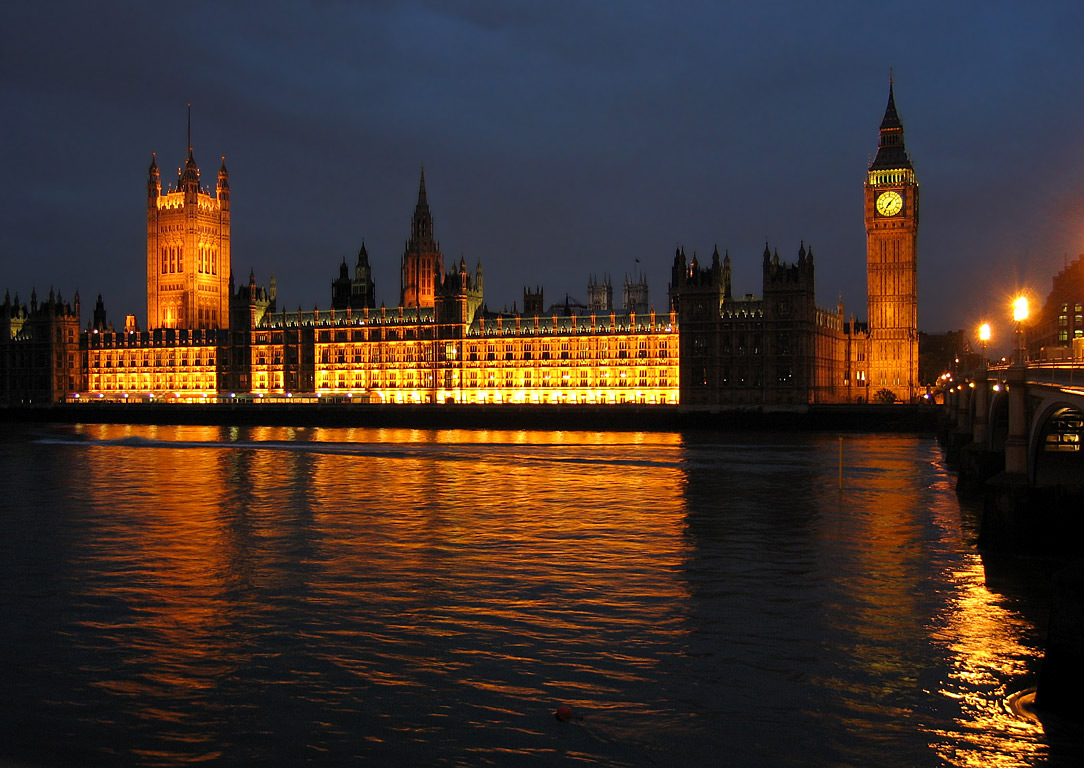
Palatul Westminster (Londra)

În prezent, Camera Lorzilor și Camera Comunelor se întrunesc în Palatul Westminster din Londra.